# 臺中市立至善國民中學
臺中市立至善國民中學（簡稱至善國中），為臺灣臺中市的一所市立學校，位於西屯區逢甲商圈週邊的一所國民中學。

## 沿革
- 1992年9月，籌備設校。
- 1994年5月，第一期校舍工程完成。9月，招收第一屆學生共計12班。
- 1996年11月，校園整體建築完成。

## 歷任校長
| 任期   | 姓名   | 就任      | 卸任      |
| ------ | ------ | --------- | --------- |
| 第一任 | 林金福 | 1993年8月 | 2000年1月 |
| 第二任 | 劉武雄 | 2000年2月 | 2007年6月 |
| 第三任 | 張美麗 | 2007年8月 | 2014年1月 |
| 代理   | 蔡金蘭 | 2014年2月 | 2014年7月 |
| 第四任 | 廖玉枝 | 2014年8月 | 2021年7月 |
| 第五任 | 趙育興 | 2021年8月 | 2025年7月 |
| 現任   | 陳麗如 | 2025年8月 |           |

## 學區
- 逢甲里、逢福里、上石里、上安里、至善里全部
- 潮洋里：第1鄰臺灣大道以北部份
- 惠來里：第11、18、23、24、26、29、31、33、34、41鄰
- 上德里：第1－7、9－27、29鄰及第8鄰弘孝路以西
- 西墩里：第3、11─16、22、23、28、29鄰
- 西安里：第13─23、25－28鄰[2]

## 外部連結
- 臺中市立至善國民中學 （页面存档备份，存于）